# Charles de Berlaymont

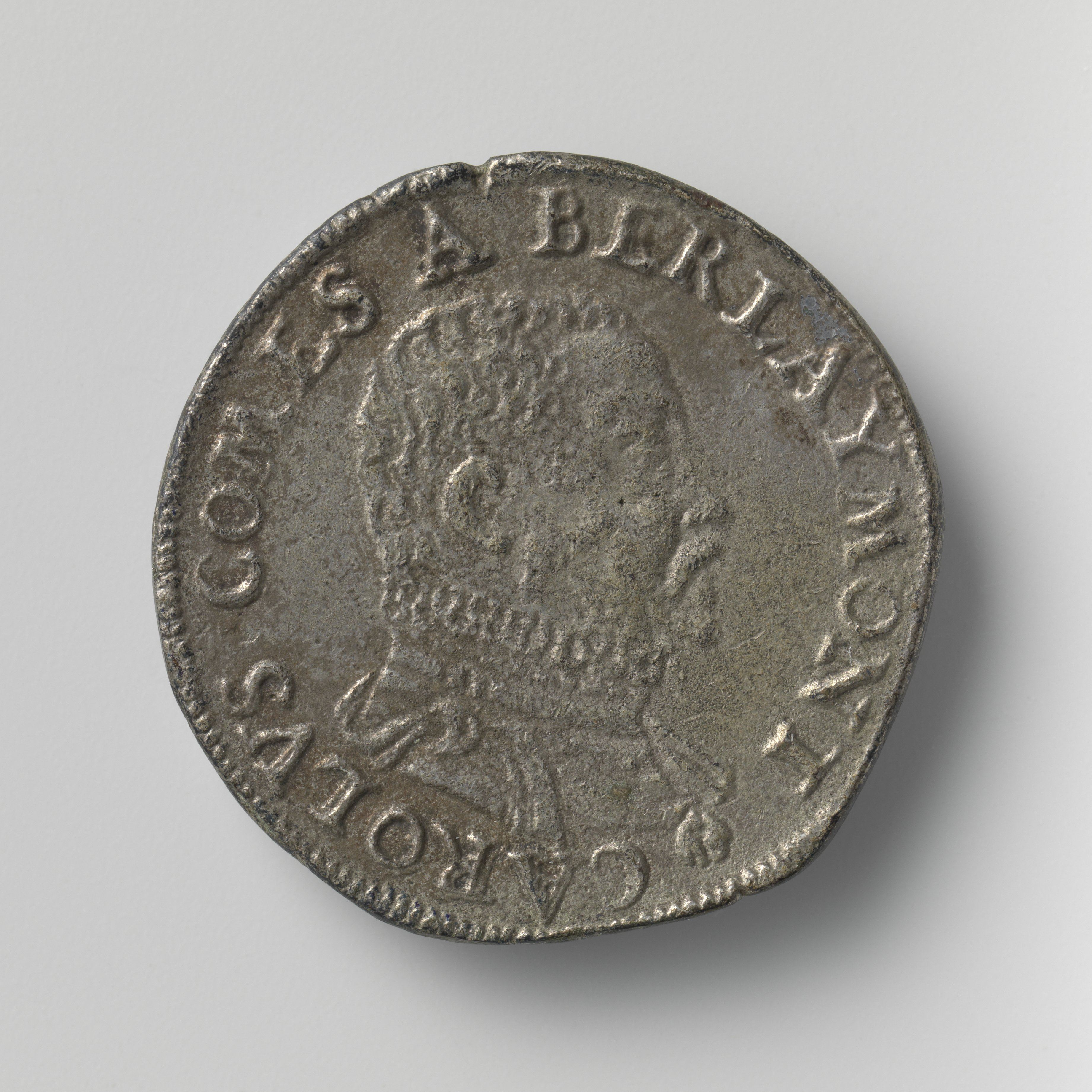

Charles de Berlaymont (nl. Karel van Berlaymont) (* 1510 in Namur; † 4. Juni 1578 ebenda) war ein niederländischer Militär und Politiker. Er war zu Beginn des Achtzigjährigen Krieges eine der führenden königstreuen Personen.

## Familie
Er war Sohn des Michel de Berlaymont und der Maria de Berault. Er selbst heiratete Adrienne de Ligne-Barbançon. Aus der Ehe gingen hervor der Militär und Politiker Gilles de Berlaymont (um 1540–1579), der Erzbischof von Cambrai Louis de Berlaymont (1542–1596), Lancelot de Berlaymont, Herr von Beauraing, der Statthalter Florent de Berlaymont (um 1550–1626), der Gouverneur von Breda Claude de Berlaymont (1550–1587), Adrienne de Berlaymont († 1582), heiratete Johann von Brandenburg, Yolande de Berlaymont (* 1560), Marie de Berlaymont (?)

## Leben
Er diente bereits als Befehlshaber 1542 zur Zeit Karls V. Im Jahr 1553 eroberte er von den Franzosen Longwy zurück. Im Jahr 1554 wurde er zum Statthalter von Namur ernannt. Philipp II. nahm ihn 1556 in den Orden vom Goldenen Vlies auf. Nachdem Königin Maria die Niederlande verlassen hatte, führte er vorübergehend zusammen mit Adrien de Croÿ die Regierung.
Er stand fest hinter der neuen Generalstatthalterin Margarethe von Parma. Er hat sich dem spanienkritischen Adelsbündnis nicht angeschlossen. Zu Beginn der antiköniglichen Aufstände gehörte er zu den wichtigsten Vertretern der spanienfreundlichen Kräfte. Er war Mitglied des Staatsrates und Vorsitzender des Finanzrates. Wohl fälschlicherweise wurde ihm die Prägung des Begriffs Geusen zugeschrieben.
Auch zur Zeit der Regentschaft von Alba war Berlaymont einer von dessen bedeutendsten Unterstützern. Er gehörte auch dem Blutrat an, nahm aber nur an der ersten Sitzung teil und weigerte sich, weiterhin am Verfahren gegen Lamoral von Egmond und Philippe de Montmorency, Graf von Hoorn teilzunehmen.
Nach dem Tod des Generalstatthalters Luis de Zúñiga y Requesens gehörte er 1576 zu denjenigen Mitgliedern des Staatsrates, die während der ausgebrochenen Wirren festgenommen wurden. Erst 1576 wurde er freigelassen. Für ihn eingesetzt hatte sich Wilhelm von Oranien. Dieser hoffte so, Gilles de Berlaymont, einen Sohn von Charles de Berlaymont, auf seine Seite zu ziehen.
Zur Zeit von Juan de Austria war Charles de Berlaymont der einzige Ratgeber aus den Niederlanden in dessen Staatsrat. Er soll den Anstoß für die Besetzung von Namur gegeben haben. Dies wurde zum äußeren Anlass des Bruchs zwischen Statthalter und den Anhängern Oraniens.